# بحر مضارع
بحرِ مُضارع در اصطلاح عروضی، به بحر شعری مختلف‌الارکان از ترکیب و تکرار دو رکن «مَفاعیلُن» (U - - -) و «فاعِلاتُن» (- U - -) یا زحافات آنها تشکیل شده‌است. مضارع یعنی مشابه و مانندشونده و این بحر بجهت تقدم اوتاد بر سببها شبیه به بحر هزج می‌باشد. (مفاعیلن فاعلاتن - وتد مقرون، دو سبب خفیف| سبب خفیف، وتد مقرون، سبب خفیف «°°|°|°|/°|°°|°| /ᴗ – – –/ – ᴗ – –»)
شکل سالم آن کاربرد چندانی ندارد و و بیشتر مزاحف آن رایج است. وزن کامل و سالم آن:
مفاعیلن فاعلاتن مفاعیلن فاعلاتن (ل - - - |- ل - - |ل - - - |- ل - -): بحر مضارع مثمن سالم
نه می پایی عهد خود را، نه می‌مانی یک دو روزی / درافتادم از پی تو، به افغان و آه و سوزی

## زحافات
زحافات (تغییرات) مشهور بحر مضارع از مفاعیلن: (قَبض - کَفّ - خَرب - خَرم (تخنیق) - حَذف – جَبّ - بتر) و از فاعلاتن: (کفّ – حذف – جب - طمس):
زحاف از مفاعیلن:
1. مفاعلن: مقبوض
2. مفاعیلُ: مکفوف
3. مفعولن: اَخرم (مُخَنَّق)
4. مفعولُ: اَخرب
5. فعولن: محذوف
6. فَعَل: مجبوب
7. فَع: ابتر

زحاف از فاعلاتن:
1. فاعلاتُ: مکفوف
2. فاعلن: محذوف
3. فَعَل: مجبوب
4. فَع: مطموس

## اوزان
اوزان پرکاربرد بحر مضارع:
- مفعولُ فاعلاتن مفعولُ فاعلاتن: بحر مضارع مثمن اخرب*
- مفعولُ فاعلاتُ مفاعیلُ فاعلن: بحر مضارع مثمن اخرب مکفوف محذوف* (دومین وزن پرکاربرد شعر فارسی)

مجموعهٔ اوزان بحر مضارع (به ترتیب افاعیل):
- مفعولُ فاعلاتن مفعولُ فاعلاتن (مضارع مثمن اخرب)*[توضیح ۲]
- مفعولُ فاعلاتن مفعولُ فاعلن (مضارع مثمن اخرب محذوف)
- مفعولُ فاعلن مفعولُ فاعلن (مضارع مثمن اخرب محذوفین)[توضیح ۳]
- مفعولُ فاعلاتن مفعولُ فع (مضارع مثمن اخرب مطموس)
- مفعولُ فاعلاتُ مفاعیلن (مضارع مسدس اخرب مکفوف، سالم عروض و ضرب)
- مفعولُ فاعلاتُ مفاعیلُ فاعلاتن (مضارع مثمن اخرب مکفوف، سالم عروض و ضرب)
- مفعولُ فاعلاتُ مفاعیلُ فاعلن (مضارع مثمن اخرب مکفوف محذوف)*
- مفعولُ فاعلاتُ مفاعیلُ فع (مضارع مثمن اخرب مکفوف مطموس)
- مفعولُ فاعلاتُ فعولن (مضارع مسدس اخرب مکفوف محذوف)
- مفعولُ فاعلاتُ فعل (مضارع مسدس اخرب مکفوف مجبوب)
- مفاعیلُ فاعلاتُ مفاعیلُ فاعلن (مضارع مثمن مکفوف محذوف)
- مفاعیلُ فاعلن مفاعیلُ فاعلن (مضارع مثمن مکفوف محذوفین)[توضیح ۴]
- مفاعیلُ فاعلاتُ فعولن (مضارع مسدس مکفوف محذوف)
- مفاعلن فاعلاتن مفاعلن فاعلاتن (مضارع مثمن مقبوض، سالم عروض و ضرب)
- مفاعلن فاعلاتُ مفاعلن فاعلن (مضارع مثمن مقبوض مکفوف محذوف)
- مفاعلن فاعلن مفاعلن فاعلن (مضارع مثمن مقبوض محذوفین)[توضیح ۵]